# Bałtyckie Biennale Sztuki Współczesnej
Bałtyckie Biennale Sztuki Współczesnej – cykliczna impreza artystyczna organizowana w Szczecinie od 1995 roku, początkowo przez Zamek Książąt Pomorskich, a od czwartej edycji przez Muzeum Narodowe w Szczecinie. Każda edycja wystawy skupia się wokół innej tematyki. Pierwsze wystawy prezentowały artystów z krajów bałtyckich. Kolejne edycje przynosiły wyjątki, i obecnie nazwa rozumiana jest jako międzynarodowa wystawa sztuki organizowana nad Bałtykiem, choć nadal z przewagą artystów z krajów bałtyckich. 
| nr  | rok       | tytuł                             | kuratorzy wystawy głównej                                                   | uczestnicy |
| --- | --------- | --------------------------------- | --------------------------------------------------------------------------- | --- |
| VII | 2007      | transRobota                       | UrbanArt Marlena Chybowska Butler Magdalena Lewoc                           | Kuba Bąkowski, Saim Demircan, Heman Chong, Danuta Dąbrowska, Mira Boczniowicz, Hubert Czerepok, Marcin Doś, Andrzej K. Urbański, Markus Draper, Roland Fuhrmann, Gints Gabrans, Eva Hertzsch, Adam Page, Laura Horelli, Otto Karvonen, Raul Keller, Ali Kepenek, Grzegorz Klaman, Tilman Küntzel, Maciej Kurak, Monika Matraszek, Agnes Meyer-Brandis, Ulrike Mohr, Oliver Ressler, Georg Winter, Lukasz Lendzinski, David Baur, Peter Weigand, Otmar Sattel, Roberta Silva, Stefan Sous, Roland Stratmann, Joulia Strauss, Andrzej Syska, Urban Art, Waldemar Wojciechowski, Julita Wójcik |
| VI  | 2005      | Habitat                           | Magdalena Lewoc, Marlena Chybowska-Butler                                   | Aneta Grzeszykowska, Jan Smaga, Marko Mäetamm, Dorota Podlaska, son:DA, Veli Granö, Małgorzata Jabłońska, Piotr Szewczyk, Balázs Kicsiny, Jarosław Kozłowski, Thomas Martius, Katarzyna Józefowicz, Natalia Pershina Yakimanskaya-Gluklya, Måns Wrange |
| V   | 2003      | Extra Strong - Super Light        | Magdalena Lewoc                                                             | Jari Silomaki, Jaan Toomik, Ene-Liis Semper, Monika Nystrom, Danuta Dąbrowska, Agnieszka Kalinowska, Gun Holmstrom, Egle Rakauskaite, Lars Nilsson, Hanna Nowicka, Maix Mayer, Solveiga Vasiljeva, Monika Wiechowska, Piotr Wyrzykowski, Iliya Chichkan |
| IV  | 2001      | Sybaris. Okropny urok cywilizacji | Lech Karwowski, Magdalena Lewoc                                             | Charlotte Petersen, Christian Q. Clausen, Ulrich Gebert, Sven Johne, Thomas Moecker, Kristaps Gelzis, Thorsten Goldberg, Maurycy Gomulicki, Julia Strauss, Philipp von Hilgers, Anja Jensen, Artur Klinov, Jarosław Kozakiewicz, Anta Pence, Dita Pence, Mark Raidpere, Morten Straede, Olga Tobreluts, Mare Tralla, Agata Zbylut |
| III | 1999–2000 | News                              | Lech Karwowski, Magdalena Lewoc, Irena Buzinska, Marit Ehn, Johann Pousette | Arvids Alksnis, Eriks Bozis, Beate Daniel, Redas Dirzys, Kirsten Dufour, Inessa Josing, Sasha Kleinbart, Piotr Komarnicki, Andrei Khlobystin, Dzintars Licis, Dainius Liskevicius, Nynne Livbjerg, Peteris Kimelis, Tea Makipaa, Pasi Mann, Ebba Matz, Hanna Nowicka-Grochal, Christian Partos, Andrzej Syska, Martins Ratniks, Per Teljer, Jannicke Laker, Mart Viljus |
| II  | 1997      | Baltic Ikonopress Map             | Lech Karwowski                                                              | Katrin von Maltzahn, Jan Svengusson, Sławomir Sobczak, Wojciech Ćwiertniewicz, Olga i Aleksander Florensky, Romuald Kutera, Brygida Wróbel-Kulik, Mariusz Kozik, Antonie Franck, Thorbjorn Lausten, Adam Garnek, TAPKO, Gints Gabrans, Krzysztof Malec, Jan Backlund, Gerhard Hahn, Brunon Tode, Lauri Astala, Markku Kivinen, Piotr Lutyński |
| I   | 1995      | Linia Horyzontu                   | Lech Karwowski                                                              | Tove Adman, Ruth Campau, Danuta Dąbrowska, Mikkel Olaf Esklidsen, Mikelis Fisers, Mette Kit Jensen, Ruta Katiliute, Grzegorz Klaman, Oleg Kotelnikov, Juri Ojaver, Ryszard Tokarczyk, Piotr Toropow, Waldemar Wojciechowski, Thomas Wolsing, Achim Zielinski |